# Thiên thể giả thuyết của Hệ Mặt Trời
Thiên thể giả thuyết trong Hệ Mặt Trời là một hành tinh, vệ tinh tự nhiên, vệ tinh phụ hoặc thiên thể tương tự trong Hệ Mặt Trời mà sự tồn tại của chúng không được biết đến, nhưng đã được suy ra từ các bằng chứng khoa học quan sát. Trong những năm qua, một số hành tinh giả thuyết đã được đề xuất và có nhiều hành tinh đã bị từ chối. Tuy nhiên, ngay cả hiện nay cũng có những suy đoán khoa học về khả năng các hành tinh chưa được biết có thể tồn tại ngoài phạm vi kiến thức hiện tại của chúng ta.

## Hành tinh
- Phản-Trái Đất, một hành tinh nằm ở phía đối diện của Mặt Trời nhìn từ Trái Đất.
- Hành tinh thứ năm, một hành tinh được cho là nằm giữa quỹ đạo của Sao Hỏa và Sao Mộc.
  - Phaethon, một hành tinh nằm giữa Sao Hỏa và Sao Mộc mà sự hủy diệt của nó dẫn đến sự hình thành vành đai tiểu hành tinh. Giả thuyết này hiện nay được xem là rất khó xảy ra do vành đai tiểu hành tinh có khối lượng quá nhẹ để dẫn đến sự bùng nổ của hành tinh lớn.
  - Hành tinh V, được John Chambers và Jack Lissauer giả thuyết là một hành tinh từng tồn tại giữa Sao Hỏa và vành đai tiểu hành tinh, dựa trên mô phỏng máy tính.
- Hành tinh giả thuyết có quỹ đạo nằm ngoài Sao Hải Vương:
  - Hành tinh X, một hành tinh nằm bên ngoài Sao Hải Vương, ban đầu Hành tinh X được sử dụng để giải thích hiện tượng nhiễu loạn (sự sai lệch hệ thống) trong quỹ đạo của Sao Thiên Vương và Sao Hải Vương. Ý tưởng này đã dẫn đến việc phát hiện ra Sao Diêm Vương, nhưng Hành tinh X đã bị bác bỏ vì các nhiễu loạn như vậy không xảy ra. Tuy nhiên, khái niệm này được rộng mở cho việc giải thích các sai lệch trong sự chuyển động của các thiên thể vành đai Kuiper.
  - Hành tinh thứ chín, một hành tinh băng khổng lồ giả thuyết tồn tại ở rìa ngoài hệ Mặt Trời được Michael E. Brown và Konstatin Batygin của Viện Công nghệ California đề xuất để giải thích sự điều chỉnh biểu kiến của các thiên thể trong vành đai Kuiper.
  - Hành tinh thứ mười, được Kathryn Volk và Renu Malhotra của Đại học Arizona đề xuất rằng có một hành tinh đất đá có kích thước bằng Sao Hỏa và Trái Đất gây ra những độ nghiêng kỳ lạ của quỹ đạo các thiên thể xa xôi ở Vách Kuiper.[1][2]
  - Tyche, một hành tinh giả thuyết tồn tại ở Đám mây Oort được cho là gây ra sự vượt quá thống kê đối với các sao chổi có chu kỳ dài.[3]
- Theia hay Orpheus,[4] một hành tinh va chạm cỡ Sao Hỏa được tin là đã va chạm với Trái Đất vào khoảng 4,5 tỷ năm trước, hình thành nên Mặt Trăng.
- Vulcan, một hành tinh giả thuyết được cho là tồn tại bên trong quỹ đạo Sao Thủy. Ban đầu được đề xuất là tác nhân gây ra nhiễu loạn trên quỹ đạo Sao Thủy, một số nhà thiên văn học đã dành nhiều năm để tìm kiếm nó, với nhiều trường hợp người ta tuyên bố đã tìm thấy nó. Những nhiễu loạn trong quỹ đạo Sao Thủy sau này được giải thích thông qua Thuyết tương đối rộng của Albert Einstein.
  - Vulcanoid, giả thuyết về các tiểu hành tinh có khả năng tồn tại trong vùng ổn định về lực hấp dẫn bên trong quỹ đạo Sao Thủy. Chúng có nguồn gốc từ vụ va chạm giữa Sao Thủy và một tiền hành tinh khác, tước đi phần lớn lớp vỏ và lớp phủ bên trong của Sao Thủy.[5]
- Hành tinh khổng lồ thứ năm trong Mô hình Nice tồn tại giữa quỹ đạo Sao Thổ và Sao Thiên Vương, bị đẩy ra khỏi Hệ Mặt Trời đi vào không gian liên sao sau khi va chạm gần với Sao Mộc, dẫn đến quỹ đạo của Sao Mộc và Sao Thổ bị chệch đi nhanh chóng, đảm bảo sự ổn định quỹ đạo các hành tinh đất đá nằm ở bên trong Hệ Mặt Trời. Điều này có thể gây ra thời kỳ vụ Bắn phá mạnh muộn tại vùng bên trong Hệ Mặt Trời.[6]

## Vệ tinh
- Vệ tinh giả thuyết của Sao Thủy, một vệ tinh giả thuyết để giải thích về kiểu bức xạ bất thường trong vùng lân cận của Sao Thủy được Mariner 10 phát hiện. Dữ liệu sau này từ phi vụ đã tiết lộ nguồn gốc thực sự cho giả thuyết là ngôi sao 31 Crateris.
- Neith, một vệ tinh tự nhiên được cho là quay quanh Sao Kim, được phát hiện sai lầm bởi một số nhà quan sát bằng kính viễn vọng trong thế kỷ 17 và 18. Hiện nay đã được biết là Neith không tồn tại, thiên thể này được giải thích là một loạt ngôi sao bị xác định nhầm và phản xạ toàn phần nằm trong một quang học của các kiểu kính viễn vọng đặc biệt.
- Vệ tinh khác của Trái Đất, chẳng hạn như các vệ tinh Petit, Lilith, Waltemath và Bargby.
- Chiron, một vệ tinh tự nhiên của Sao Thổ được cho là do Hermann Goldschmidt nhìn thấy vào năm 1861 nhưng chưa từng được quan sát bởi bất kỳ ai khác.
- Themis, một vệ tinh tự nhiên của Sao Thổ do nhà thiên văn học William Henry Pickering tuyên bố đã phát hiện ra vào năm 1905, nhưng nó lại không bao giờ được quan sát nữa.
- Chrysalis, một vệ tinh giả thuyết của Sao Thổ, được đặt tên bởi các nhà khoa học của Viện Công nghệ Massachusetts. Sử dụng dữ liệu từ phi vụ Cassini–Huygens, các nhà khoa học tin rằng Chrysalis được cho là đã bị lực thủy triều của Sao Thổ xé toạc tại một nơi nào đó vào khoảng 200 đến 100 triệu năm trước, với 99% khối lượng của vệ tinh này đã bị Sao Thổ nuốt chửng và 1% khối lượng còn lại tạo ra các vành đai của Sao Thổ.[7]

## Sao
- Nemesis, một sao lùn nâu hoặc sao lùn đỏ tồn tại ở bên ngoài Đám mây Oort, được nhà vật lý Richard A. Muller đề xuất vào năm 1984 dựa theo các ghi chép về tính chu kỳ có chủ đích của các vụ tuyệt chủng hàng loạt bên trong hóa thạch của Trái Đất. Việc nó thường xuyên băng qua Đám mây Oort bao quanh Hệ Mặt Trời sẽ khiến một lượng lớn sao chổi chu kỳ dài đi về phía Trái Đất, làm tăng đáng kể khả năng va chạm với Trái Đất. Nó cũng được cho là nguyên nhân khiến hành tinh nhỏ Sedna có quỹ đạo bị kéo dài bất thường.